# SN 1982O
SN 1982O – niepotwierdzona supernowa odkryta 19 sierpnia 1982 roku w galaktyce NGC 521. W momencie odkrycia miała maksymalną jasność 15,00m.